# GANGSTA.
《GANGSTA.》（日語：ギャングスタ）是日本漫畫家 Kohske（コースケ）的日本漫畫作品。於新潮社漫畫雜誌《月刊Comic@BUNCH》2011年3月號（創刊號）開始連載至今
故事描述在一条由黑帮支配的街区，盘踞着各式各樣的人們，在一位看似性格温柔的枪手沃里克和一位双耳失聪但有着锐利双眼的刀客尼古拉斯所经营的「便利屋」之下，作者为我们描绘了一个他们不论哪方势力、何人委托帮人处理各种「脏事」的故事。
於2014年7月正式宣布改編為電視動畫，同年8月宣布與電視動畫聲優共同參與的廣播劇（於漫畫第六卷限定版附贈）；電視動畫於2015年7月到9月期間播出，全12話。電視動畫的製作公司Manglobe於動畫播放完畢不久后瀕臨破產，此動畫便成為Manglobe製作的最後一部電視動畫作品。

## 故事简介
耶尔卡斯特姆是一条由黑帮支配的街区，沃里克·阿尔坎杰罗和尼克拉斯·布朗在这里从事「杂务工」工作，他们愿意为钱包办所有肮脏的工作。在接受某次委托后，原本以卖身为生的女子愛力克斯·貝尼迪特决定加入他们，并逐渐对他们二人的关系、来历产生兴趣。黑街、谜一般的药剂以及拥有特异能力的「黄昏种」，种种奇妙要素交织而成的黑帮奇幻剧场，由此拉开序幕。

## 登场角色

### 便利屋（HANDY MAN）
沃力克．阿爾坎杰羅（Worick Arcangelo，聲：諏訪部順一、村瀨步（幼少期））
左眼失明的大叔。原本是阿爾坎杰羅家的二兒子，母親是个妓女，由於長相像他母親，小時候經常受到父親的毆打。某日再度遭父親虐待的時候，遭對方持香菸燙左眼，導致他左眼失明，那天父亲及其全家被尼克杀，據報紙報導懷疑是尼克將沃里克挾持为人質出逃。牛郎生涯22年，自稱雖然是大叔了也“很受歡迎”。後背有和尼克一樣的紋身。患有Hyperthymesia，記憶力超群，被茶渡先生稱為“儲存器「storage」”、用泰奥的說法是“超記憶症候群”（超憶症），分析能力也很强，也因為這項能力，便利屋才不屬於任何組織保持中立。槍法似乎也很了得。老煙槍。在便利屋中負責接電話辦業務和做飯，便利屋二樓牆上貼有兩張沃里克秘藏巨乳肥臀杰西卡色情海報（其中一張在沃里克的寢室，另一張在客廳）。熱愛閱讀，有著中立的立場。是尼克拉斯·布朗的契約主人。
在動畫結尾，被斯特瑞克刺傷並丟出窗外。
尼克拉斯．布朗（Nicolas Brown，聲：津田健次郎、花江夏樹（幼少期））
西門出身的黃昏人種，雙耳失聰但是眼睛非常敏銳，以武士刀作為武器，左撇子。常被他人稱之為尼古拉斯、尼克、小尼克。尼克的母親是個妓女，也是黃昏人種，西門傭兵隊隊長加斯頓·布朗生下尼克之後不久便被殺死，所以尼克從小在雇傭兵營裡長大。在一次暴動中受傷感染，沃里克從加斯頓手中買下他，導致被父親更加厭棄。父親在一次家暴中燙傷沃裡克左眼，導致尼克暴走殺害沃里克全家，欲自盡，被沃里克阻止。識字和手語是沃里克小時候教的，雖然多少能講點話但是“太累了”所以通常都用手語；可以讀懂唇語，依茶渡先生的說法是「若說悄悄話時，不遮住嘴，可會被他『聽』得一清二楚」，不過似乎沒什麼耐心（在第一次和道格對戰時覺得讀他的唇語很費勁因此想直接殺死他）。看起來很凶很可怕，但妮娜說他“只是有點壞心眼”。後背有和沃里克一样的紋身（小時候後脖頸有“AIB 069”的字樣）。對於别人說的話基本不聽。尼克十分強大，經常過量攝取célébrer，痛感現已不正常。沒事幹的時候會窩在一層鍛鍊肌肉。不擅常喝酒，廚藝不佳，但對人其實很溫柔，在便利屋中負責打掃和洗碗。和貝羅尼卡似乎是情侶關係。尼克本來的實力最高只到B5級，依靠跟過量攝取藥物將身體能力引發置極限而達到A0級。立場中立。
在動畫結尾，一邊說著「一切都是白費工夫」，並離開BASTARD酒館。（動畫中敘述人類與黃昏種的關係，以及力圖庇護黃昏種並保障其最低人權的不同陣營時，尼克曾說道，無論正常人為黃昏種做多少事情都是白費工夫，黃昏種還是會死。）
愛麗克絲．貝內狄托（Alex Benedetto，聲：能登麻美子）
東門出身的黑髮褐膚女子，有个叫埃米利奥的弟弟，母親被黃昏人種所殺。曾被巴里威脅強迫去接客，巴里被殺死後暂住在便利屋，偶爾幫忙接線，看家，買東西等。認為沃里克是个溫柔的人。相反對於和尼克相处有點苦手，感覺“不知道他在想什麼”。為了和尼克正常交流而偷偷學習手語，但尼克似乎還是不大懂。因長時間服用藥丸而患TB(會產生短暫的幻覺症狀，而且會對所得到的事物或環境產生依賴)。會做簡單的小點心。歌聲非常美麗，沃里克評價為(只為消遣閒暇時光而哼哼小曲實在太可惜了)，偶爾會應邀到BASTSARD演唱。

### 中央警察署搜查一課
查德．阿特金斯（聲：金尾哲夫）
中央警署搜查一課的警部。估計是和便利屋走得很近的關係，在警署內一直被當成怪人。沃里克甚至曾说“你明明知道除了你以外我的搭档他誰的話都不會聽”。經常委託便利屋做事，並對他們很信任。已經離婚，原因是查德的脾氣，可是本人很討厭被人說起這件事。
科迪．鮑爾弗（聲：石川界人）
查德·阿德金斯的部下。很容易精神緊張，總是被奔放的上司弄得暈頭轉向。

### 泰奧医院
泰奧（聲：三上哲）
在艾尔盖斯托姆开诊所的医师。有本事但却毒舌，脾气也是说来就来。左手沒有小拇指與無名指。泰奥以便利屋两人的诊疗费用全部免费作为条件，让尼古拉斯成为了是促进剂强化版的试验品。因此，泰奥被便利屋2人认为是“混蛋医生”。
對於診所被破壞以及妮娜遭受威脅時會有怪力，並用毒藥針筒攻擊對方(甚至對尼古拉斯也會出手。)
時常忘東忘西(會把診所的門鑰匙弄丟。)也時常叫尼古拉斯:(臭猴子。)
妮娜（聲：悠木碧）
在泰奥手下工作的小護士。会手语，很亲近尼古拉斯。听力异常地好，特别能辨析沃里克的声音。

### 蒙洛家族
立足於援助隸屬於公會外的黃昏人種以及商業方面。
丹尼爾·蒙洛（聲：寶龜克壽）
蒙洛家族首领，黄昏人种拥护派，视克里斯蒂亚诺组为部下。不仅受到组员信赖，就连沃里克和尼克也信赖他。在危机的状况下也能保持从容的态度。枪法了得，有“枪手丹尼”的称号。
米勒斯·麥爾（聲：小山剛志）
蒙洛组的干部，丹尼尔的左右手。被沃力克殺掉。
德里寇（聲：橋詰知久）
蒙洛组组员。有一个长相十分相似的妹妹艾莉卡。契约主人是丹尼尔·蒙洛。不喜形于色，对待工作的态度极其严肃。被尼克认为其战斗时“不要命”（由22话尼克对战艾莉卡时的评价引申）。初登場的等級為D/0
楊（聲：前野智昭、明坂聰美（幼少期））
蒙洛组干部。幼时和德里寇、艾莉卡在同一所孤儿院。相当于德里寇的大哥，与严肃的德里寇相反，有些爱捣糨糊。
伊萬·格拉濟耶夫（聲：桐本琢也）
蒙洛组组员，私下和乌拉诺斯.科西嘉勾结。时常戏弄认真工作的德里寇。帶走丹尼尔·蒙洛去见上面的大人物。有着不为人知的一面。

### 黃昏人種雇傭兵組合
又成「帕可麗公會」，由第一代會長阿道夫·帕可麗成立。
並負責黃昏人種傭兵的派遣。
阿道夫·帕可麗
第一代唯一一名S0級黃昏人種，並聯合有志之士成立黃昏人種雇傭兵組合。
吉娜·帕可麗（聲：榊原良子）
帕可麗公會長官。黃昏人種，S1級。180cm以上的高個子女性。使用各種違背秩序的手段壓制别人，就連尼克也不是她的對手。
金嘉（聲：小松未可子）
帕可麗公會的傭兵。黃昏人種，S5級，平時說話戰戰兢兢，給人留下模糊的印象，但對於反抗自己的人卻毫不留情。
達格（聲：吉野裕行）
黃昏人種，南門出身。16歲被收容進帕可麗公會，93期兵，本部6班所屬。外表雖然是正太摸樣，但已經是21歲的青年。A0级，髮型是模仿敬仰的加拉哈德。被泰奥告知，因內在和身体的成长不協調只能活到25歲。被柯爾特砍傷，在臨死前把牌子交給加拉哈德。

### 克里斯蒂亚诺家族
負責célébrer的流通工作。
洛蕾塔·克里斯蒂亚诺·阿莫迪奥（聲：植田佳奈）
克里斯蒂亚诺家族现任的年轻首领。被组内尊称大小姐，虽然年少，但行事作风颇有其父亲的风范。母親是娼婦也是BASTSARD的初代歌姬。
加拉哈德·沃夫（聲：稻田徹）
71期兵，本部一班所属。黄昏人种A0级，受雇于克里斯蒂亚诺组，大小姐的保镖，同时是BASTSARD的主管。过去曾关照过道格。個人豪爽，會彈鋼琴，自從聽過愛麗克斯的歌聲就更加認定她是新一代的BASTSARD歌姬。並在BASTSARD被艾莉卡他們攻擊之後告訴愛麗克斯，尼古拉斯服用過量的藥物才會有A/0的高等級，並稱之(冒牌貨)。
馬可·阿德里亚诺（聲：樱井孝宏）
第二驱逐队出身的前狩猎者。克里斯蒂亚诺组的得力干部（大小姐语，见短篇：about him），同时是BASTSARD的副主管。在上一代克里斯蒂亚诺组首领下工作了15年。康妮的恋人，脖子上戴着的康妮给的戒指。武器是装置在手腕上发射可伸缩的钢索。特徵是臉上有疤痕，右耳缺了一角。
外傳「GANGSTA：CURSED」的主角

### 科西嘉家族
負責武器交易與風俗業。
乌拉诺斯·科西嘉（聲：梅津秀行）
科西嘉家族首领，十分厌恶黄昏人种。集结了新的驱逐队要铲除黄昏人种。

### 狩獵者
艾莉卡（聲：嶋村侑）
黄昏人种，德里寇的妹妹，儿时在孤儿院被掳走。契约主人是伊万·格拉济耶夫。和米哈伊尔一起受伊万之令狩猎黄昏人种。实力和A0级不相上下，和尼古拉斯对战时对其评价是“身手上乘，比哥哥（德里寇）还不要命，更厲害，茶渡先生看了一定會吃驚。”（22话）。在BASTSARD一戰，和米哈伊爾合力擊敗尼古拉斯，但被趕來的金哲快速擊敗而跳窗逃走。伊万在楊的责问下称艾莉卡“脑子已经坏掉”（33话）。
米海尔（聲：种崎敦美）
和艾莉卡一起受伊万之令狩猎黄昏人种。实力和A0级不相上下，力氣比魁梧的加拉哈德還要大。在33话与尼古拉斯战斗时脚踝受伤而“走不动”（丧失战力）被伊万当做垃圾弃掉。

### 第三驱逐队
史特萊卡（聲：關智一）
第二驱逐队出身。第三驱逐队成员，银发，左胳膊上有图腾刺青，武器是铁质拐棍。曾經與沃里克相撞，但是卻面帶奸笑和沃里克道歉，令沃里克非常不舒服。連以前跟他同隊的馬可，也覺得他人非常恐怖。
貝瑞塔
第二驱逐队出身。第三驱逐队成员。武器是类似刺鞭的鞭子（见外传第一话）。在驅逐任務時去買菸而巧遇康妮，因為身上有馬可的味道而將康妮綁走。
希辜（聲：井澤詩織）
第三驱逐队成员。右眼戴眼罩，双马尾，武器是战斧。實力強到能獨身一人將菁英們不在時的黃昏種傭兵公會所有人殺害。被斯特瑞克吐槽其杀法令人反胃（25话）。
埃米利奥·贝尼迪特（聲：間島淳司、村中知（幼少期））
爱丽的弟弟。一直惦记着失去联络的姐姐。曾在BASTSARD聽到愛麗克斯的歌聲而想進去店內，但因為裡頭幾乎都是黃昏種人的關係，而被驅離。第三驱逐队成员（22话加入）。
柯爾特
第三驱逐队成员，沉默寡言，實力強到時常將對方一擊砍死，武器是狩猎刃。是將達格殺害的人。

### 其他
貝羅尼卡
黃昏人種。過去曾與沃里克、尼古拉斯同居。
由媽媽桑·喬治安娜照顧。因攝取過多的抵制劑而衰弱無法自行起床，痛覺也慢慢失去。但還是必須定期抵制劑，命不久矣。
康斯塔絲·拉沃（聲：小清水亞美）
喬愛爾的孫女，性格開朗，似乎在經營一家武器店。暱稱是康妮。馬可的戀人，因为不想成為他的絆腳石而有意隱瞞兩人的關係（不過身邊的熟人似乎都知道了）。目前被第三驅逐隊的貝瑞塔綁走。
喬愛爾·拉沃（聲：矶边万沙子）
經營一家香煙店，時常委託便利屋一些跑腿工作。過去兒子和兒媳婦因驅逐隊的襲擊而死去，對孫女康妮和馬可交往頗有微詞。
加斯頓·布朗
西門傭兵隊隊長，尼古拉斯的父親。
多梅尼科·阿爾坎杰羅
沃里克的父親。長期虐待沃里克。弄瞎沃里克之時，為尼古拉斯所殺。
巴里·埃爾伯特
原愛麗克斯的雇主，曾屬于東門黑幫。曾對愛麗克斯實施過性虐待行為，後被沃里克開槍打死，並被愛麗克斯補槍。
希瑟
黄昏人種，腳上有嚴重傷疤。妹妹艾碧被艾莉卡所杀。協助德里寇和楊尋找艾莉卡。等級為D/0

## 用语
耶爾卡斯特姆 (日語：耶爾卡斯特姆(エルガストルム))

代價 (英語：Compensation)
黃昏種獲得強大力量的同時，會失去某種東西作為補償。有很多黃昏種會有肢體的殘疾。例如尼克，他的失聰就是因此而起，也有其他的黃昏種部分肢體快速衰老等。

黄昏种（日語：黄昏種（トワイライツ）)
黃昏種是擁有強韌肉體，以及具備極強運動能力的人類的通稱，其大多數都生活在耶爾卡斯特姆，為過去歷史戰爭下的產物，由於他們的先代在過去的戰爭中服用生物強化藥劑célébrer，但célébrer具有極強的遺傳性，因此這些使用者的後代也繼承了célébrer的毒性和依賴性，為了緩和這個遺傳疾病，平時需要定期服用célébrer，雖然身體能力異常發達，但身心有著缺損，並且總體壽命偏低。
三原则（日語：三原則）
內容近似機器人三定律。
第一條：黃昏種不得傷害人類。
第二條：黃昏種必須服從主人的命令，除非這條命令與第一條相矛盾。
第三條：黃昏種必須保護自己，除非這種保護與以上兩條相矛盾。

## 出版書籍
- 有「*」這個的為限定版。

| 卷數 | 新潮社        | 新潮社                                         | 東立出版社     | 東立出版社             |
| 卷數 | 發售日期      | ISBN                                           | 發售日期       | ISBN                   |
| ---- | ------------- | ---------------------------------------------- | -------------- | ---------------------- |
| 1    | 2011年11月7日 | ISBN 978-4-10-771625-5                         | 2013年5月6日   | ISBN 978-986-317-777-7 |
| 2    | 2012年1月7日  | ISBN 978-4-10-771646-0                         | 2013年5月6日   | ISBN 978-986-317-778-4 |
| 3    | 2012年7月9日  | ISBN 978-4-10-771667-5 *ISBN 978-4-10-771668-2 | 2014年1月8日   | ISBN 978-986-317-779-1 |
| 4    | 2013年2月9日  | ISBN 978-4-10-771694-1 *ISBN 978-4-10-771695-8 | 2015年3月16日  | ISBN 978-986-332-113-2 |
| 5    | 2013年10月9日 | ISBN 978-4-10-771719-1 *ISBN 978-4-10-771720-7 | 2015年7月15日  | ISBN 978-986-337-859-4 |
| 6    | 2014年9月9日  | ISBN 978-4-10-771754-2 *ISBN 978-4-10-771755-9 | 2015年11月6日  | ISBN 978-986-365-749-1 |
| 7    | 2015年7月9日  | ISBN 978-4-10-771826-6 *ISBN 978-4-10-771827-3 | 2015年12月7日  | ISBN 978-986-462-237-5 |
| 8    | 2018年5月9日  | ISBN 978-4-10-772081-8                         | 2018年11月19日 | ISBN 978-957-26-1289-7 |

### 衍生作品
外傳漫畫
- GANGSTA:CURSED. EP_MARCO ADRIANO（ギャングスタ・カースド エピソード_マルコ・アドリアーノ）

作畫：鴨修平
| 卷數 | 新潮社        | 新潮社                 | 東立出版社    | 東立出版社             |
| 卷數 | 發售日期      | ISBN                   | 發售日期      | ISBN                   |
| ---- | ------------- | ---------------------- | ------------- | ---------------------- |
| 1    | 2015年7月9日  | ISBN 978-4-10-771828-0 | 2016年10月7日 | ISBN 978-986-470-498-9 |
| 2    | 2016年1月9日  | ISBN 978-4-10-771868-6 | 2018年3月16日 | ISBN 978-986-470-499-6 |
| 3    | 2016年10月8日 | ISBN 978-4-10-771923-2 | 2019年1月4日  | ISBN 978-986-482-395-6 |
| 4    | 2017年6月9日  | ISBN 978-4-10-771985-0 |               |                        |
| 5    | 2018年2月9日  | ISBN 978-4-10-772080-1 |               |                        |

外傳小說
- GANGSTA.－オリジナルノベル－

著者：河端ジュン一
原創故事小說。講述漫畫本篇以前的故事。
新潮社〈新潮文庫nex〉2015年8月1日發售、ISBN 978-4-10-180039-4

## 广播剧CD
广播剧CD由Frontier Works发售，共计五卷。起初预计共3卷，2015年1月宣布追加发表两卷。
此外，广播剧第六卷将与单行本第六卷，以限量版的形式一同捆绑发售。
| 卷数 | 发售日期       | 商品號碼 |
| ---- | -------------- | -------- |
| 一   | 2014年8月27日  | FFCC-44  |
| 二   | 2014年10月29日 | FFCC-45  |
| 三   | 2014年12月24日 | FFCC-46  |
| 四   | 2015年4月29日  | FFCC-47  |
| 五   | 2015年6月24日  | FFCC-48  |

## 電視動畫
该作品于2014年7月正式宣布电视动画化的决定，并于2015年7月（夏季档）开始，于朝日放送、TOKYO MX、爱知電視台、BS11开始放送。
2015年9月，電視動畫播放完畢之際，擔任動畫製作的Manglobe瀕臨破產，此作亦已成為Manglobe製作的最後一部電視動畫作品。

### 製作人員
- 原作：（新潮社「月刊Comic@BUNCH」連載）
- 監督：村瀨修功
- 系列導演：初見浩一
- 系列構成：豬爪慎一
- 人物設定：植田羊一
- 美術設定：久保田正宏
- 美術監督：甲斐政俊
- 色彩設計：齋藤裕子
- 道具設計：常木志伸
- 攝影監督：長田雄一郎
- 編輯：長坂智樹
- 音響監督：長崎行男
- 音樂：TSUTCHIE
- 音樂制作：Lantis
- 執行製片人：濱田健二、田中寧、櫻井優香、
- 製片人：遠藤直子、小岐須泰世、堀隼人、大久保隆一、森菜摘、白石容子、鹽谷佳之、西出將之
- 動畫製作人：河內山隆、石田健二郎
- 動畫製作：Manglobe
- 製作：GANGSTA.製作委員會（萬代影視、博報堂DY媒體合作夥伴、新潮社、Lantis、Frontier Works、DAX國際、TOKYO MX、朝日放送）

### 主題曲
片頭曲「Renegade」
製作：STEREO DIVE FOUNDATION
片尾曲
作詞、歌：安娜貝爾，作曲、編曲：R・O・N
插入曲「with You featuring ALEX BENEDEETTO」
Produced by TSUTCHIE

### 各話列表
| 話數   | 標題              | 編劇     | 分鏡                     | 演出                | 作畫監督                                                                               |
| ------ | ----------------- | -------- | ------------------------ | ------------------- | -------------------------------------------------------------------------------------- |
| Act.01 |                   | 豬爪慎一 | 村瀨修功                 | 初見浩一 朝木幸彥   | 植田羊一、小園菜穗、北山修一                                                           |
| Act.02 |                   | 木村暢   | 初見浩一                 | 有田周平 初見浩一   | 植田羊一、飯島弘也、宫西多麻子 飯飼一幸、杉谷光一、北山修一                            |
| Act.03 | ERGASTULUM        | 猪爪慎一 | 佐藤阳                   | 佐藤阳              | 小畑贤、永吉隆志                                                                       |
| Act.04 | NONCONFORMIST     | 猪爪慎一 | 安彦英二                 | 安彦英二            | 冈崎洋美、竹田逸子、服部宪知 田寄雅郁、北村晋哉                                        |
| Act.05 | SANCTIONS         | 木村畅   | 佐藤阳                   | 铃木薰              | 中森晃太郎、大和田彩乃                                                                 |
| Act.06 | THORN             | 高木圣子 | 初见浩一                 | 永井新平            | 小园菜穗、宫西多麻子、饭饲一幸                                                         |
| Act.07 | BIRTH             | 猪爪慎一 | 芦野芳晴                 | 福冈大生            | 荒尾英幸、北村晋哉、北山修一 宫西多麻子、冈崎洋美                                      |
| Act.08 | EVENING DRESS     | 木村畅   | 大盐万次郎               | 久藤瞬              | 竹田逸子、冈崎洋美、饭饲一幸 杉谷光一、北村晋哉                                        |
| Act.09 | SIBLINGS          | 高木圣子 | 大桥誉志光               | 小野田雄亮          | 饭岛弘也、小园菜穂、田寄雅郁 沓泽洋子、山村俊了                                        |
| Act.10 | LAND OF CONFUSION | 猪爪慎一 | 铃木薫                   | 铃木薫              | 北村晋哉、小园菜穂、田寄雅郁 冈崎洋美、杉谷光一、饭饲一幸 出野喜則、袴田祐二、植田羊一 |
| Act.11 | ABSENCE           | 木村畅   | 佐藤阳                   | 佐藤阳 高山秀树     | Ryu Hyeonjin、Hwang Yeongsik Park Hyeran、冈崎洋美                                     |
| Act.12 | ODDS AND ENDS     | 猪爪慎一 | 大桥誉志光 见浩一 佐藤阳 | 朝木幸彦 小野田雄亮 | 北村晋哉、小園菜穂、宫西多麻子 冈崎洋美、沓泽洋子、饭饲一幸 植田羊一、饭岛弘也         |

- 在Act.09播出后的下一周（2015年9月7日）播出特别篇《9.5》，该集的旁白配音为桥诘知久。

### 播放電視台
日本深夜動畫：下文記載的日本国内播放時間使用日本標準時間（UTC+9）表示。因為部分時間标识會採用30小时制，因此請留意这类超过24:00的时间，其實際播放時間為翌日清晨。
| 播放地區   | 播放電視台   | 播放日期               | 播放時間                  | 所屬聯播網 | 備註                                                        |
| ---------- | ------------ | ---------------------- | ------------------------- | ---------- | ----------------------------------------------------------- |
| 近畿廣域圈 | 朝日放送     | 2015年7月1日－9月23日  | 星期三 26時44分－27時14分 | 朝日電視網 | 製作委員會參加 「星期三動畫《水Mon》」第2部 沒有播映「9.5」 |
| 東京都     | TOKYO MX     | 2015年7月5日－9月27日  | 星期日 23時00分－23時30分 | 獨立局     | 製作委員會參加                                              |
| 愛知縣     | 愛知電視台   | 2015年7月5日－9月27日  | 星期日 26時35分－27時05分 | 東京電視網 |                                                             |
| 日本全國   | BS11         | 2015年7月8日－9月30日  | 星期三 24分30分－25時00分 | 衛星電視   | 「ANIME+」節目                                              |
| 日本全國   | NICONICO直播 | 2015年7月9日－10月1日  | 星期四 23時30分－24時00分 | 網絡電視   | 支持時移                                                    |
| 日本全國   | 萬代頻道     | 2015年7月9日－10月1日  | 星期四 23時30分－24時00分 | 網絡電視   | 有字幕                                                      |
| 日本全國   | GYAO!        | 2015年7月10日－10月2日 | 星期五 12時00分 更新      | 網絡電視   |                                                             |
| 日本全國   | AT-X         | 2015年10月6日－        | 星期二 20時00分－20時30分 | 衛星電視   | 有重播                                                      |

### BD / DVD
因為製作動畫公司Manglobe破產的原因，原定於2015年11月26日發售3卷之後的產品，將延後發售。
| 卷     | 發售日         | 收錄話                  | 規格品番  | 規格品番  |
| 卷     | 發售日         | 收錄話                  | BD        | DVD       |
| ------ | -------------- | ----------------------- | --------- | --------- |
| 1      | 2015年9月25日  | 第1話 - 第2話           | BCXA-0988 | BCBA-4693 |
| 2      | 2015年10月28日 | 第3話 - 第4話           | BCXA-0989 | BCBA-4694 |
| 3      | 2017年3月24日  | 第5話 - 第6話           | BCXA-0990 | BCBA-4695 |
| 4      | 2017年4月21日  | 第7話 - 第8話           | BCXA-0991 | BCBA-4696 |
| 5      | 2017年5月26日  | 第9話 - 第10話、第9.5話 | BCXA-0992 | BCBA-4697 |
| 6      | 2017年6月23日  | 第11話 - 第12話         | BCXA-0993 | BCBA-4698 |
| BD-BOX | 2017年6月23日  | 全12話、第9.5話         | BCXA-0994 |           |

## 评价与影响
2014年，该作品漫画曾登上Oricon 2014年7月第二周漫画榜周榜，位于第22位。